# Godawica
Godawica – osada w Polsce położona w województwie małopolskim, w powiecie olkuskim, w gminie Klucze.
W latach 1975–1998 miejscowość administracyjnie należała do województwa katowickiego.
W pobliżu wsi znajdują się mogiły 4 powstańców styczniowych.

24 kwietnia 1863 roku, po zwycięskiej bitwie oddziału powstańców pod dowództwem Anastazego Mossakowskiego pod Golczowicami zmęczeni powstańcy rozłożyli się z biwakiem na polanie w pobliskiej Godawicy. Spostrzegł ich chłop rodem z Klucz – podobno carski szpieg, i zdradził miejsce pobytu powstańców. Otoczonym z czterech stron powstańcom udało się przebić z zasadzki, ale ciężko rannych współtowarzyszy nie zdążyli zabrać z pola walki i uchronić przed nieprzyjaciółmi. Zmarłych powstańców miejscowa ludność pochowała w prowizorycznych grobach. 